# Задружни дом у Бресници
Задружни дом у Бресници, насељеном месту на територији града Чачка, подигнут је 1932. године.
Вредност зграде дома је у томе што је подигнута по пројекту академика Миладина Пећинара, а на иницијативу свештеника Алексе Тодоровића и учитеља Светомира Чубраковића, које је данас симбол Бреснице.